# FC Cambuslang
Der Cambuslang Football Club war ein Fußballverein aus der Cambuslang Region in Glasgow, der von 1874 bis 1897 bestand.

Der Verein war ein Gründungsmitglied der Scottish Football League. Im Jahr 1888 gelang ihm der Einzug ins Finale des Scottish FA Cup, nachdem er das Halbfinale gegen FC Abercorn mit 10-1 gewonnen hatte. Das Finale wurde aber im Gegenzug mit 6-1 gegen den FC Renton verloren. Im gleichen Jahr aber noch gelang dem FC Cambuslang ein Sieg im Glasgow Cup, da er im Finale die Glasgow Rangers mit 3-1 schlug.

## Erfolge
- Glasgow Cup : 1

1888